# パルミチン酸セチル
パルミチン酸セチル(Cetyl palmitate)またはヘキサデカノン酸ヘキサデシル(Hexadecyl hexadecanoate)は、ヘキサデカン酸とヘキサデカノールのエステルである。白色のワックス状固体で、かつてかなり高価で取引されていたマッコウクジラの鯨蝋の主成分である。また、固体脂質ナノ粒子を構成する。
サンゴ礁を構成するイシサンゴ目は、その組織内に大量のパルミチン酸セチルを含み、摂食阻害剤として働いていると考えられている。